# Толар (Техас)
Толар (англ. Tolar) — місто (англ. city) в США, в окрузі Гуд штату Техас. Населення — 941 особа (2020).

## Географія
Толар розташований за координатами 32°23′22″ пн. ш. 97°55′9″ зх. д. / 32.38944° пн. ш. 97.91917° зх. д. (32.389437, -97.919093).  За даними Бюро перепису населення США в 2010 році місто мало площу 2,42 км², уся площа — суходіл.

## Демографія
Згідно з переписом 2010 року, у місті мешкала 681 особа в 238 домогосподарствах у складі 184 родин. Густота населення становила 281 особа/км².  Було 267 помешкань (110/км²).
Расовий склад населення:
| - 95,6 % — білих - 0,9 % — азіатів - 0,3 % — корінних американців - 2,5 % — осіб інших рас |

До двох чи більше рас належало 0,7 %. Частка іспаномовних становила 6,3 % від усіх жителів.
За віковим діапазоном населення розподілялося таким чином: 31,9 % — особи молодші 18 років, 57,2 % — особи у віці 18—64 років, 10,9 % — особи у віці 65 років та старші. Медіана віку мешканця становила 33,1 року. На 100 осіб жіночої статі у місті припадало 95,1 чоловіків;  на 100 жінок у віці від 18 років та старших — 90,2 чоловіків також старших 18 років.
Середній дохід на одне домашнє господарство  становив 75 757 доларів США (медіана — 62 500), а середній дохід на одну сім'ю — 77 683 долари (медіана — 73 500). Медіана доходів становила 58 667 доларів для чоловіків та 41 389 доларів для жінок. За межею бідності перебувало 15,1 % осіб, у тому числі 24,0 % дітей у віці до 18 років та 0,0 % осіб у віці 65 років та старших.
Цивільне працевлаштоване населення становило 454 особи. Основні галузі зайнятості: освіта, охорона здоров'я та соціальна допомога — 17,8 %, публічна адміністрація — 13,2 %, будівництво — 12,1 %.